# Miconia solmsii
Miconia solmsii är en tvåhjärtbladig växtart som beskrevs av Célestin Alfred Cogniaux. Miconia solmsii ingår i släktet Miconia och familjen Melastomataceae. Inga underarter finns listade i Catalogue of Life.